# Parco nazionale di Daisetsuzan
Il parco nazionale di Daisetsuzan (大雪山国立公園?, Daisetsuzan Kokuritsu Kōen), o Taisetsuzan, con i suoi 2267,64 km², è il più grande parco nazionale giapponese ed è situato sull'isola di Hokkaidō, nell'estremo nord del Giappone. È stato dichiarato parco nazionale il 4 dicembre 1934. Il gruppo vulcanico del Daisetsuzan dal 1977 è un monumento naturale speciale.

## Geografia

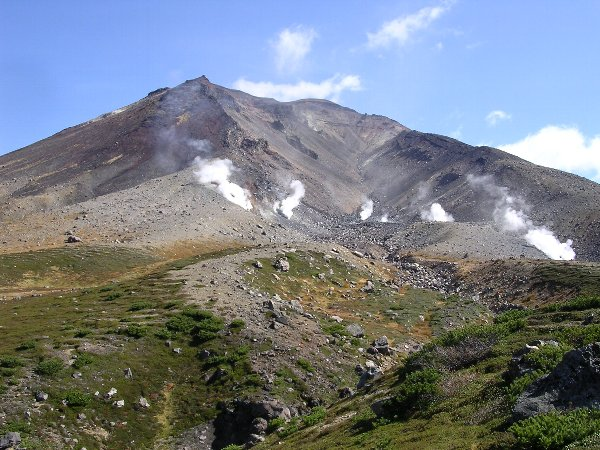
Il monte Asahidake.

Daisetsuzan significa "grandi montagne innevate", e ciò rende una buona idea dell'aspetto di questi imponenti picchi, di cui cinque superano i 2000 m di altezza, costituendo una delle aree più impervie del Giappone.
La regione è costituita da tre gruppi vulcanici di stratovulcani impilati l'uno sull'altro. Quando una bocca vulcanica è attiva, si costruisce pian piano un cono di lava, la cui costruzione si interrompe momentaneamente con il termine dell'eruzione, fino a quando il camino non erutterà di nuovo.
I tre gruppi vulcanici, situati attorno ad un altopiano centrale dominato dal monte Tomuraushi, sono:
- il gruppo vulcanico del Daisetsuzan nella parte settentrionale del parco. Ad esso appartiene la montagna più alta di Hokkaidō, l'Asahidake.
- il gruppo vulcanico di Tokachi nella parte sud-occidentale del parco, tra i monti Yūbari e Hidaka. Ad esso appartiene il monte Tokachi.
- il gruppo vulcanico di Shikaribetsu nella parte orientale del parco. Ad esso appartiene il monte Ishikari.

## Fauna

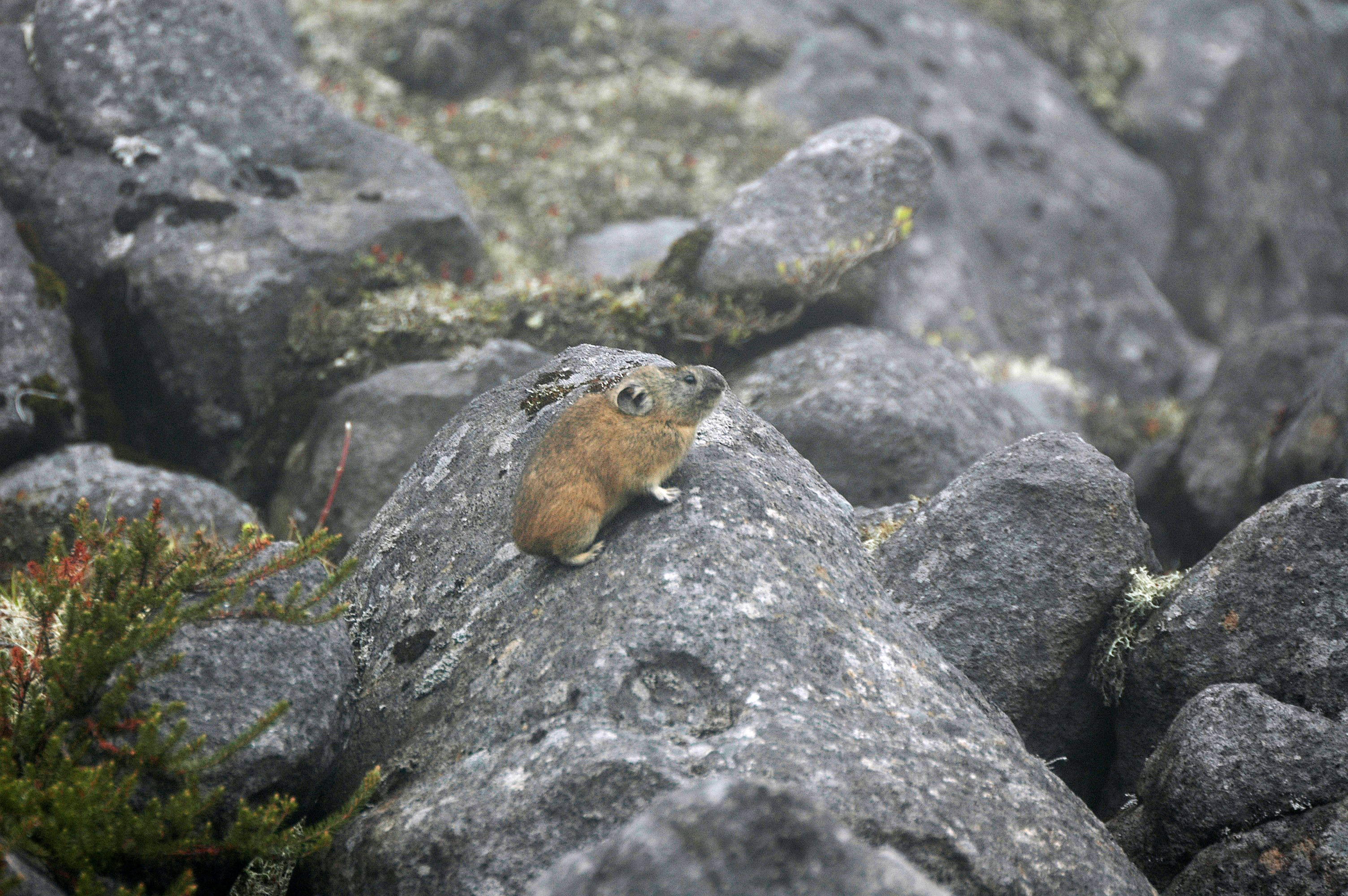
Pika siberiano nel parco.

Il parco è noto per la sua fauna selvatica, che comprende, tra gli altri, il gigantesco orso bruno. Altre specie degne di nota sono il sika di Hokkaidō, il picchio nero, il gufo pescatore di Blakiston e il pika siberiano. Due specie di farfalle, Parnassius eversmanni e Boloria freija, si incontrano in Giappone solamente in questo parco nazionale.

## Turismo
Il parco è una meta attraente per i visitatori, grazie ai suoi prati alpini e ai diversi tipi di escursioni che vi si possono effettuare. Nel parco si trovano anche le sorgenti calde di Asahidake Onsen, Sōunkyō Onsen e Tenninkyō Onsen.